# Gauchy
Gauchy é uma comuna francesa na região administrativa de Altos da França, no departamento de Aisne. Estende-se por uma área de 6,24 km². Em 2010 a comuna tinha 5 328 habitantes (densidade: 853,8 hab./km²).